# Tempio di Antonino e Faustina
Il tempio di Antonino e Faustina è un tempio del Foro Romano di Roma dedicato all'imperatore Antonino Pio e alla moglie Faustina. Si trova a nord della Regia, tra la basilica Emilia e il tempio del Divo Romolo.

## Storia

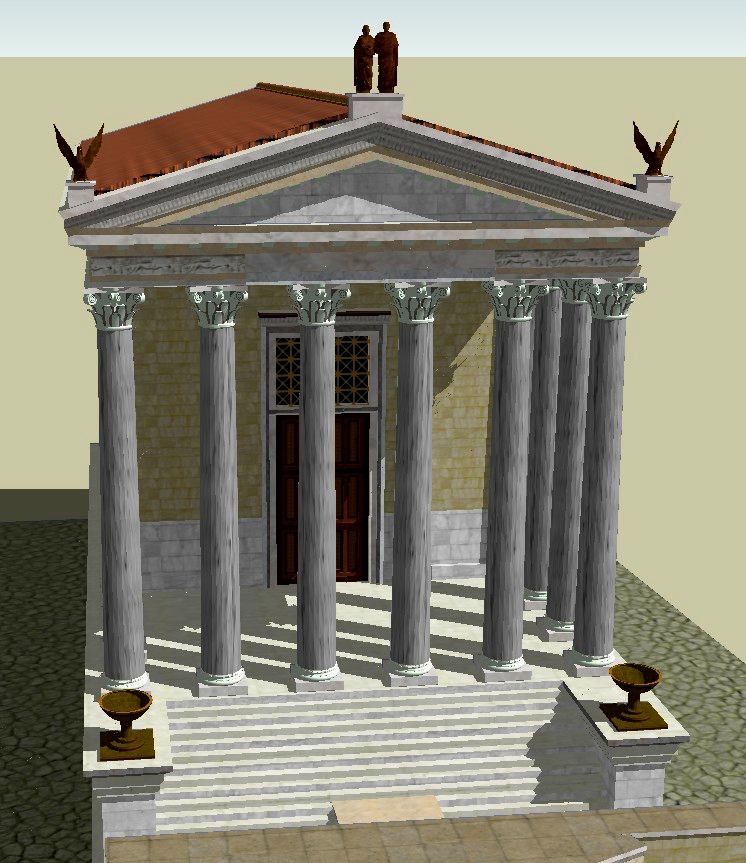
Ricostruzione del tempio

Il tempio fu eretto dopo la morte dell'imperatrice nel 141 e le fu dedicato dal Senato, come ricorda l'iscrizione sull'architrave della facciata (DIVAE FAVSTINAE EX S C). Alla morte dell'imperatore nel 161 il tempio venne dedicato anche al nuovo divus e fu aggiunta una riga soprastante all'iscrizione esistente (DIVO ANTONINO ET).
All'interno del tempio si insediò nel VII o VIII secolo la chiesa di San Lorenzo in Miranda. L'edificio era collegato in quest'epoca ad un arco in blocchi, demolito nel 1546. Nel 1536, in occasione della visita di Carlo V, erano già state demolite tre delle cappelle della chiesa che occupavano il pronao. A causa dell'interramento la chiesa venne ricostruita in forme barocche nel 1602 ad opera di Orazio Torriani, innalzandola di sei metri e occupando la cella e le prime colonne del pronao.

## Descrizione
Il tempio sorge su un alto podio in blocchi di tufo, in origine rivestito esternamente in marmo, accessibile per mezzo di un'alta scalinata sulla fronte (frutto di una ricostruzione in mattoni recente), con al centro l'altare, del quale restano alcuni resti in laterizio. L'edificio è costituito da una cella, con pareti ancora in opera quadrata di blocchi di peperino (originariamente presentava anche un rivestimento marmoreo), preceduta da un pronao esastilo, a sei colonne lisce sulla fronte e due sui lati, in marmo cipollino, proveniente dall'Eubea. Sono alte 17 metri e presentano capitelli corinzi. In lato hanno scanalature oblique che la vulgata considera originariamente destinate a tenere le corde con le quali si tentò di far crollare l'edificio per recuperarne i materiali; in realtà si tratta delle tracce di superfetazioni, verosimilmente lignee, che dovettero occupare questa parte del tempio dopo il suo abbandono. Su una colonna (la centrale di sinistra) sono presenti graffiti di statue forse un tempo qui presenti, tra i quali quello di Ercole col leone Nemeo.
La trabeazione è decorata da un fregio continuo con ghirlande, grifoni e strumenti sacrificali. La parte superiore del tempio è perduta, ma dalle monete del periodo sappiamo che sull'apice del tempio vi era una quadriga e ai lati due Vittorie alate, mentre altre due statue erano poste sulle basi ai lati della scalinata che portava all'edificio. La statua di Faustina, seduta in trono, era al centro della cella. 
Per l'epoca romana sono ricordate dalle fonti erezioni di statue nel pronao del tempio (a Tito Pomponio Proculo Vitrasio Pollione nel 176, a Marco Basseo Rufo poco dopo, a Gallieno Salonino poco dopo la metà del III secolo). Oggi alcune di esse sono disposte sul podio.
Nei pressi dell'ex-tempio è stato scavato un sepolcreto arcaico risalente al X secolo a.C.

## Galleria d'immagini

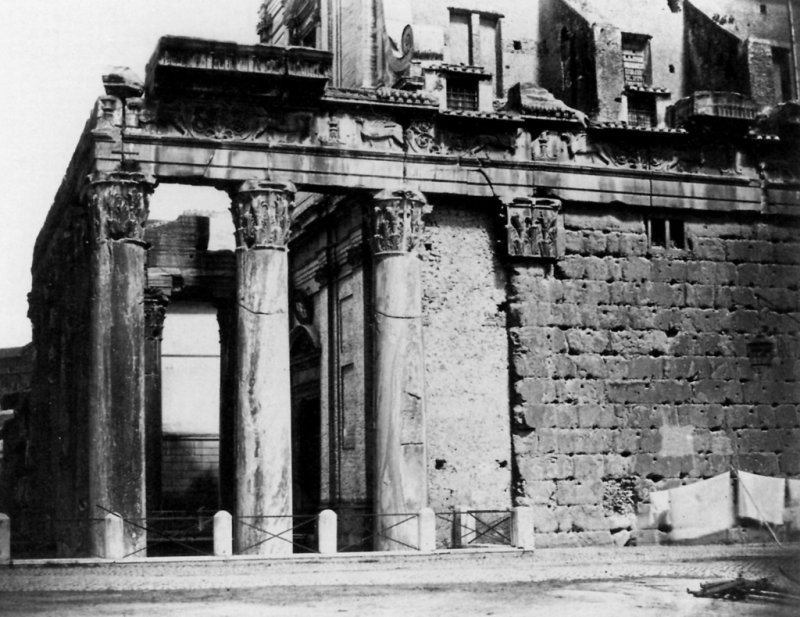
Il fianco destro del tempio nel 1860
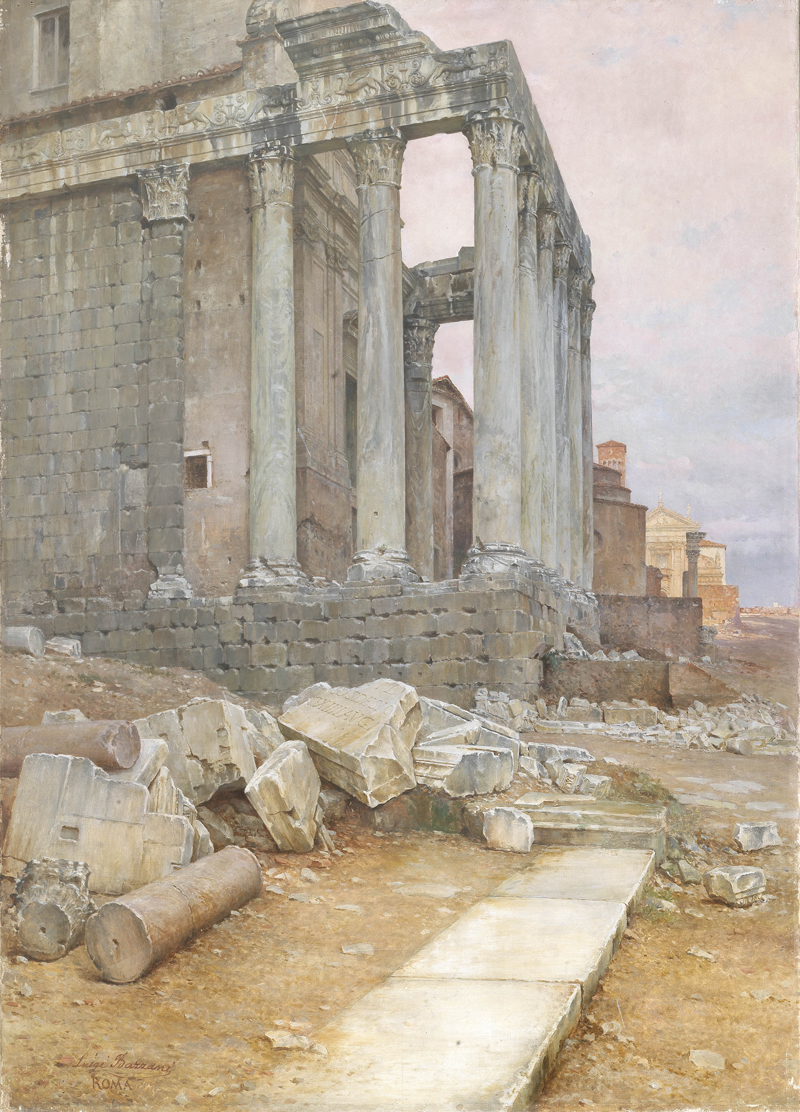
Luigi Bazzani, Veduta del Tempio di Antonino e Faustina guardando verso la chiesa di Santa Francesca Romana (Collezione privata)
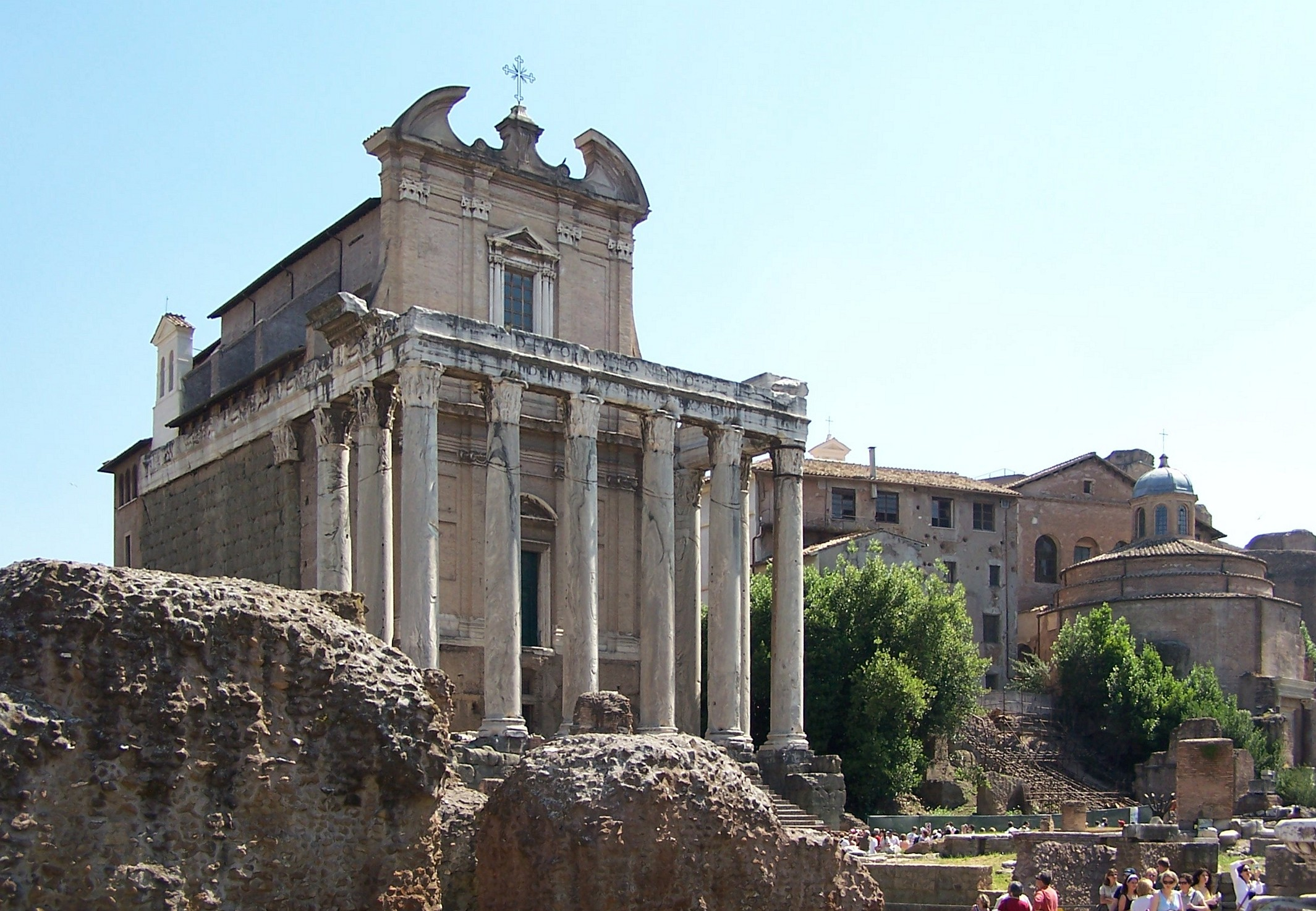
Foro romano, 2007
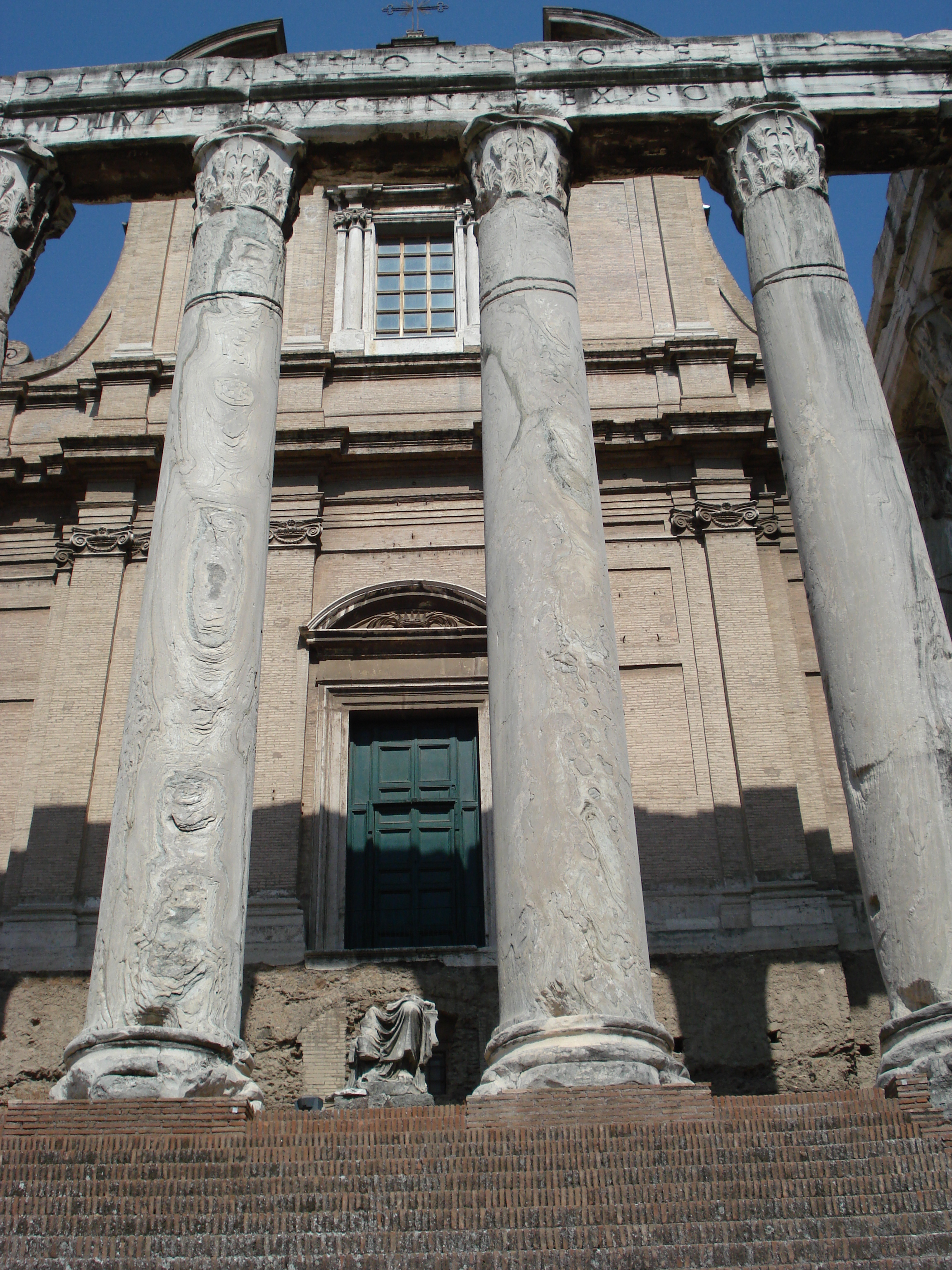
Le colonne con tracce di solchi per le corde da demolizione
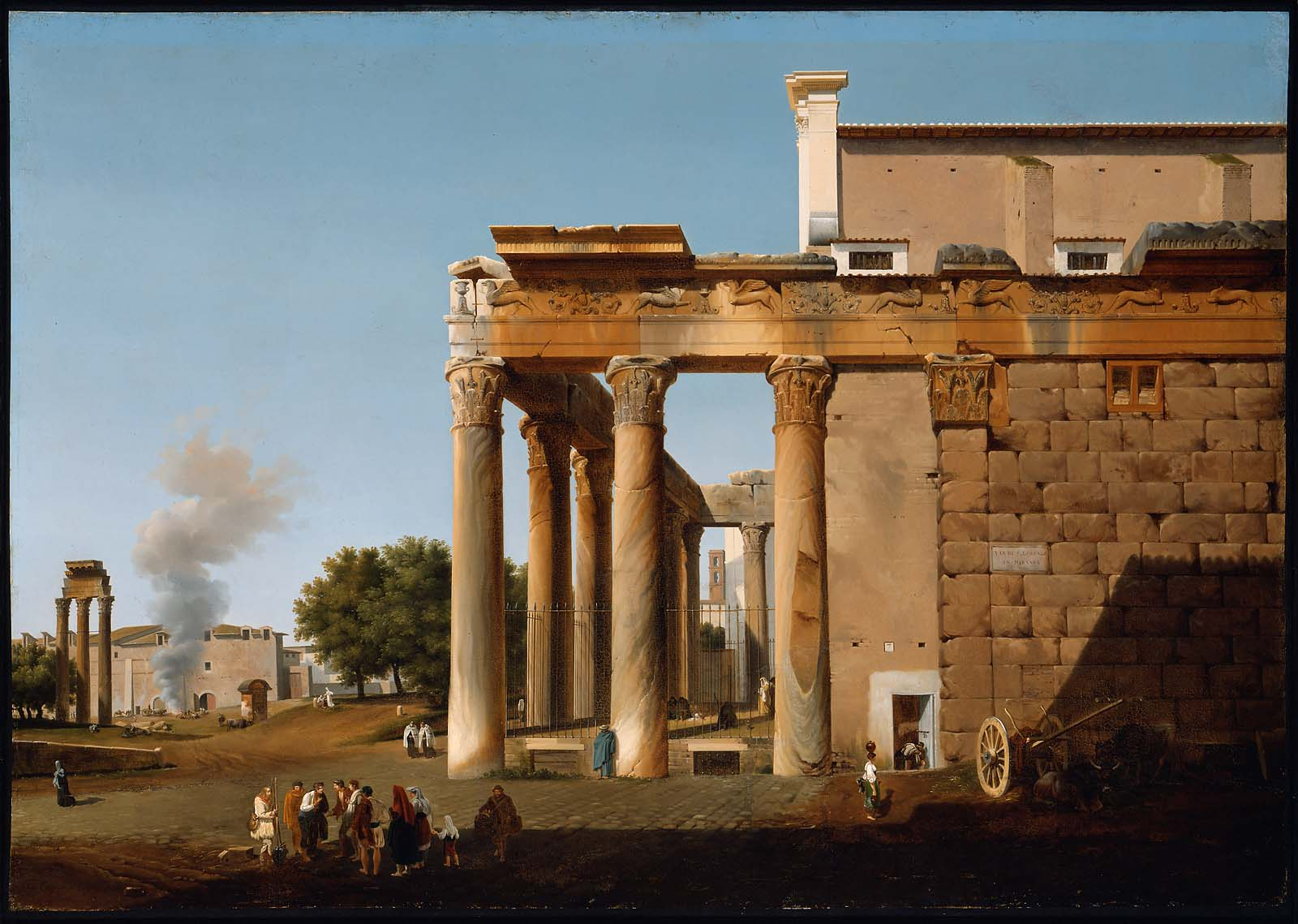
Dipinto di Lancelot-Théodore Turpin de Crissé, Tempio di Antonio e Faustina, del 1808, (Boston, Museum of Fine Arts).